# Plutarchia miranda
Plutarchia miranda är en ljungväxtart som beskrevs av A. C. Smith. Plutarchia miranda ingår i släktet Plutarchia och familjen ljungväxter. Inga underarter finns listade i Catalogue of Life.